# علم اللاهوت التنظيمي
علم اللاهوت التنظيمي (systematic theology) هو أحد فروع علم اللاهوت المسيحي الذي يصوغ تفسيرًا منظمًا وعقلانيًا ومتماسكًا لعقائد الإيمان المسيحي. فهو يتناول قضايا مثل ما يعلمه الكتاب المقدس عن موضوعات معينة أو ما هو صحيح عن الله وكونه.كما أنه يعتمد على التخصصات الكتابية، وتاريخ الكنيسة، بالإضافة إلى اللاهوت الكتابي والتاريخي. يشترك علم اللاهوت التنظيمي في مهامه النظامية مع تخصصات أخرى مثل اللاهوت البناء، والعقائدي، والأخلاق، والدفاعيات، وفلسفة الدين.
نظرًا لأنه منهج تنسيقي وترتيبي، فإن علم اللاهوت التنظيمي ينظم ما يعتقد بانه الحق تحت عناوين مختلفة، وهناك مجالات (أو فئات) أساسية معينة، على الرغم من أن القائمة الدقيقة قد تختلف قليلاً. 
علم الملائكة – دراسة الملائكة
علم الكتاب المقدس – دراسة الكتاب المقدس
Hamartiology - دراسة الخطيئة
كريستولوجيا – دراسة المسيح
علم الكنيسة – دراسة الكنيسة
علم الآخرات – دراسة نهاية الزمان
علم الكائنات الروحية – دراسة الروح القدس
علم الخلاص – دراسة الخلاص
الأنثروبولوجيا اللاهوتية – دراسة طبيعة الإنسانية
اللاهوت الصحيح – دراسة صفات الله